# スコット・コールドウェル
スコット・コールドウェル（Scott Caldwell、1991年3月15日 - ）は、アメリカ合衆国出身の元プロサッカー選手。現役時代のポジションはMF。

## クラブ経歴
アクロン大学でのプレーを経て、2012年12月にかつてユース時代を過ごしたニューイングランド・レボリューションとホームグロウンプレーヤー契約を結んだ。2013年3月16日のフィラデルフィア・ユニオン戦でプロデビューを果たした。2015年4月25日のレアル・ソルトレイク戦でプロ初ゴールを決めた。
2022年1月12日、レアル・ソルトレイクに2年契約で移籍した。

## タイトル
アクロン・ジップス
- NCAA男子ディビジョンIサッカーチャンピオンシップ: 2010

ニューイングランド・レボリューション
- イースタン・カンファレンス（プレーオフ）: 2014
- サポーターズ・シールド: 2021